# Arreates
Arreates är en ort i Mexiko.   Den ligger i kommunen Zaragoza och delstaten San Luis Potosí, i den centrala delen av landet, 300 km nordväst om huvudstaden Mexico City. Arreates ligger 1 843 meter över havet och antalet invånare är 188.
Terrängen runt Arreates är kuperad österut, men västerut är den platt. Runt Arreates är det ganska glesbefolkat, med 22 invånare per kvadratkilometer. Närmaste större samhälle är Santa María del Río, 12,2 km söder om Arreates. Omgivningarna runt Arreates är i huvudsak ett öppet busklandskap.